# Catarhoe crebrolineata
Catarhoe crebrolineata är en fjärilsart som beskrevs av Kutnetsov 1960. Catarhoe crebrolineata ingår i släktet Catarhoe och familjen mätare. Inga underarter finns listade i Catalogue of Life.